# Der Haustier-Check
Der Haustier-Check ist eine Tiersendung, die von Caligari Entertainment produziert und zwischen 2014 und 2017 im ZDF ausgestrahlt wurde. Die Sendung wurde von Kate Kitchenham moderiert.

## Inhalt
Nach dem Motto „Welches Tier passt zu mir“ berät Tierexpertin Kate Kitchenham in „Der Haustier-Check“ Menschen aus ganz Deutschland, die sich ein Haustier wünschen. Dabei bringt sie den Ratsuchenden unterhaltsam und informativ die Bedürfnisse und Haltungsanforderungen der jeweiligen Tierart näher und klärt, ob sich der Haustierwunsch mit der jeweiligen Lebenssituation vereinbaren lässt. Besuche von Tierschutzvereinen, Tierheimen und Züchtern sind Teil der Sendung. Das Spektrum der vorgestellten Tiere umfasst nicht nur die klassischen Haustiere wie Hund, Katze und Kleintier (Hamster, Kaninchen, Meerschweinchen). Auch Süßwassergarnelen oder die exotischen Madagaskar-Buntfrösche finden in der Sendung ein neues und artgerechtes Zuhause.

## Produktion und Ausstrahlung
„Der Haustier-Check“ wurde von Caligari Entertainment, einer Tochterfirma der Caligari Film, im Auftrag des ZDF produziert. Die Dreharbeiten fanden deutschlandweit statt. Ausgestrahlt wurde die Sendung sonntags um 13.15 Uhr im ZDF. Am 29. Juni 2014 startete die erste Staffel mit sechs Folgen, die zweite Staffel umfasste zehn Folgen, die von Juni bis September 2015 zu sehen waren. Die zweite Staffel „Der Haustier-Check“ erzielte bis zu 12,5 Prozent Marktanteil und 1,45 Mio. Zuschauer. Es folgten zwei weitere Staffeln, sodass bis zur Einstellung im Jahr 2017 vier Staffeln produziert wurden.